# Stortjärnen (Degerfors socken, Västerbotten, 713423-169162)
Stortjärnen är en sjö i Vindelns kommun i Västerbotten och ingår i Umeälvens huvudavrinningsområde. Sjön har en area på 0,0332 kvadratkilometer och ligger 284 meter över havet. Sjön avvattnas av vattendraget Stortjärnbäcken.

## Delavrinningsområde
Stortjärnen ingår i det delavrinningsområde (713355-169235) som SMHI kallar för Mynnar i Långbäcken. Medelhöjden är 252 meter över havet och ytan är 3,35 kvadratkilometer. Det finns inga avrinningsområden uppströms utan avrinningsområdet är högsta punkten. Stortjärnbäcken som avvattnar avrinningsområdet har biflödesordning 5, vilket innebär att vattnet flödar genom totalt 5 vattendrag innan det når havet efter 79 kilometer. Avrinningsområdet består mestadels av skog (85 procent) och sankmarker (13 procent). Avrinningsområdet har 0,03 kvadratkilometer vattenytor vilket ger det en sjöprocent på 1 procent.